# Station Valdieu
Station Valdieu was een spoorwegstation in de Franse gemeente Valdieu-Lutran. Het lag er in het dorpscentrum van Valdieu.

## Geschiedenis
Het station is op 11 december 2011 gesloten, om ruimte vrij te maken voor TGV-treinen tussen Mulhouse en Belfort.